# Basen Zielonego Przylądka

Baseny oceaniczne Atlantyku

Basen Zielonego Przylądka – część Oceanu Atlantyckiego, basen oceaniczny położony w jego środkowo-wschodniej części, ograniczony Grzbietem Śródatlantyckim, Płaskowyżem Zachodnioafrykańskim i Wyniesieniem Sierra Leone. Maksymalna głębokość 7292 m.